# Доровиха
Доровиха — деревня в Вожегодском районе Вологодской области.
Входит в состав Мишутинского сельского поселения, с точки зрения административно-территориального деления — в Мишутинский сельсовет.
Расстояние по автодороге до районного центра Вожеги — 70 км, до центра муниципального образования Мишутинской — 4 км. Ближайшие населённые пункты — Ивонинская, Патракеевская, Дубровинская.
По переписи 2002 года население — 5 человек.